# Eurocom (Softwareunternehmen)
Eurocom (vormals Eurocom Entertainment Software) war ein britisches Entwicklungsstudio für Computerspiele.

## Unternehmensgeschichte
Eurocom wurde im Oktober 1988 von Mat Sneap, Chris Shrigley, Hugh Binns, Tim Rogers und Neil Baldwin gegründet, um insbesondere Spiele für die Spielkonsole Nintendo Entertainment System zu entwickeln. Im Verlauf dehnte Eurocom seine Tätigkeiten auf die meisten bedeutenden Spielkonsolen und Handheld-Konsolen aus.
Das Unternehmen wurde unter anderem bekannt für seine Portierungen von Arcade-Spielen auf Konsole, wurde aber insbesondere für seine Arbeiten an Lizenzwerken wie Pirates of the Caribbean – Am Ende der Welt, Ice Age 2 – Jetzt taut’s, die James-Bond-Reihe und Batman Begins.
Am 23. November 2012 entließ Eurocom etwa 75 % seiner 200 Angestellten. In einer Bekanntmachung erklärte Company Director Hugh Binns: “[…] Eurocom are undertaking a restructuring which I regret to say has meant we've made the majority of our workforce redundant today […]” (deutsch: „[…] Eurocom befindet sich in einer Umstrukturierungsphase, die, wie ich bedauernd mitteilen muss, bedeutet, dass wir die Mehrzahl unserer Arbeitskräfte heute entlassen mussten […]“). Er begründete dies mit einer „rapide abnehmenden Nachfrage nach Konsolenspielen“ und dass sich das Unternehmen zukünftig hauptsächlich auf die Entwicklung von Mobiltiteln konzentrieren werde. Am 6. Dezember 2012 entließ das Unternehmen sämtliche verbliebenen Mitarbeiter und setzte den Geschäftsbetrieb aus.

## Veröffentlichte Spiele

### 1990er
- 1991: Magician (NES)
- 1991: James Bond Jr. (NES, SNES)
- 1992: Lethal Weapon (NES, Game Boy)
- 1992: Rod Land (Game Boy)
- 1993: Tesserae (Windows, Game Boy, Game Gear)
- 1993: Sensible Soccer (Game Gear)
- 1994: Stone Protectors (SNES)
- 1994: Dino Dini's Soccer (SNES)
- 1994: Brutal: Paws of Fury (SNES)
- 1994: Disney’s The Jungle Book (Mega Drive, NES, SNES)
- 1994: Family Feud (Windows, 3DO, Mega Drive)
- 1994: Super Dropzone (SNES)
- 1995: Earthworm Jim (Game Boy, Game Gear)
- 1995: Super Street Fighter II Turbo (Windows)
- 1995: Spot Goes To Hollywood (Genesis)
- 1996: Mortal Kombat 3 (PlayStation, Saturn)
- 1996: Ultimate Mortal Kombat 3 (PlayStation, Saturn)
- 1996: Maui Mallard in Cold Shadow (SNES)
- 1997: Cruis'n World (N64)
- 1997: Disneys Hercules Action Spiel (PlayStation, Windows)
- 1997: War Gods (N64, PlayStation)
- 1997: Duke Nukem 64 (N64)
- 1997: Machine Hunter (PlayStation, Windows)
- 1998: Mortal Kombat 4 (N64, PlayStation, Windows)
- 1999: Disney's Tarzan (PlayStation, Windows, N64)
- 1999: Duke Nukem: Zero Hour (N64)
- 1999: NBA Showtime: NBA on NBC (N64, PlayStation)
- 1999: Hydro Thunder (N64, Dreamcast, Windows)
- 1999: Mortal Kombat Gold (Dreamcast)
- 1999: 40 Winks (N64, PlayStation)
- 1999: The New Addams Family Electric Shock Machine (Arcade)

### 2000er
- 2000: Who Wants to Be a Millionaire? (Game Boy Color)
- 2000: Die Welt ist nicht genug (N64)
- 2000: Crash Bash (PlayStation)
- 2001: NBA Hoopz (PlayStation, PlayStation 2, Dreamcast)
- 2001: Disney's Atlantis: The Lost Empire (Game Boy Color, PlayStation)
- 2002: Crash Bandicoot: The Wrath of Cortex (GameCube)
- 2002: Rugrats: I Gotta Go Party (Game Boy Advance)
- 2002: James Bond 007: Nightfire (Windows, GameCube, PlayStation 2, Xbox)
- 2002: Harry Potter und die Kammer des Schreckens (GameCube, Xbox, Game Boy Advance)
- 2003: Buffy im Bann der Dämonen: Chaos Bleeds (GameCube, PlayStation 2, Xbox)
- 2003: Sphinx und die verfluchte Mumie (GameCube, PlayStation 2, Xbox)
- 2004: Athens 2004 (PlayStation 2)
- 2004: Spyro: A Hero's Tail (GameCube, PlayStation 2, Xbox)
- 2005: Robots (PlayStation 2, Xbox, GameCube, Windows)
- 2005: Predator: Concrete Jungle (PlayStation 2, Xbox)
- 2005: Batman Begins (GameCube, PlayStation 2, Xbox)
- 2006: Ice Age: Jetzt taut's (GameCube, PlayStation 2, Xbox, Windows, Wii)
- 2007: Pirates of the Caribbean: Am Ende der Welt (Xbox 360, PlayStation 3, Wii, PlayStation 2, PSP, Windows)
- 2008: Beijing 2008 (PlayStation 3, Xbox 360, Windows)
- 2008: Die Mumie: Das Grabmal des Drachenkaisers (DS, PlayStation 2, Wii)
- 2008: Ein Quantum Trost (PlayStation 2)
- 2009: Ice Age: Die Dinosaurier sind los (PlayStation 3, Xbox 360, Wii, PS2, Windows)
- 2009: G-Force (PlayStation 3, Xbox 360, Wii, PS2, Windows)
- 2009: Dead Space: Extraction (Wii)

### 2010er
- 2010: Vancouver 2010 (PlayStation 3, Xbox 360, Windows)
- 2010: GoldenEye 007 (Wii)
- 2011: Rio (PlayStation 3, Xbox 360, Wii)
- 2011: Disney Universe (PlayStation 3, Xbox 360, Wii, Windows)
- 2011: GoldenEye 007 Reloaded (PlayStation 3, Xbox 360)
- 2012: 007 Legends (PlayStation 3, Xbox 360, Wii U, Windows)